# Società Sportiva Dilettantistica Ischia Isolaverde 2012-2013
Questa voce raccoglie le informazioni riguardanti la Società Sportiva Dilettantistica Ischia Isolaverde nelle competizioni ufficiali della stagione 2012-2013.

## Stagione
Nel 2012-2013 l'Ischia Isolaverde prende parte al suo ventiduesimo torneo di Serie D, vincendolo agevolmente e conquistando la promozione diretta in Seconda Divisione con cinque giornate d'anticipo.
La sede del ritiro precampionato è Trevi in Umbria, dove la squadra resta dal 25 luglio al 13 agosto. La prima amichevole disputata nel ritiro umbro è quella con la Trevana, formazione locale di Prima Categoria, che l'Ischia supera per 5-1, quindi prende parte al Memorial Mario Chiappalupi, dove batte prima l'Angelana per 4-0 e poi il Todi per 2-1 aggiudicandosi il torneo.
Successivamente incontra lo Spoleto perdendo la gara per 2-1. L'ultima amichevole prima della fine del ritiro viene disputata con il Lupa Frascati contro i quali l'Ischia si impone per 1-0.
Dopo il ritiro, i gialloblù prendono parte per la prima volta al "Torneo dell'amicizia", evento organizzato dal Gaeta, che i gialloblù si aggiudicano battendo per 6-1 i laziali al Riciniello di Gaeta.
La seconda parte del ritiro si svolge al Centro Sportivo Kennedy di Napoli dove i gialloblù disputano le ultime due amichevoli battendo lo Stasia per 6-0 e il Team Napoli Soccer per 2-1 prima di far rientro sull'isola.
In campionato, è degno di nota il 9-1 inflitto al Grottaglie il 14 ottobre, tra le mura amiche del Mazzella; si tratta della partita col maggior numero di reti, e della vittoria col più ampio scarto, nel girone H della Serie D. In questa stagione l'Ischia trova inoltre la vittoria, per la prima volta nella sua storia, sui campi del Viviani di Potenza e dello Iacovone di Taranto. In trasferta fa registrare una inviolabilità pari a 1150 minuti senza subire reti, equivalenti a tredici gare, dalla 3ª alla 26ª giornata. Il 1º maggio 2013 con la vittoria casalinga ai danni del Taranto, la ventottesima stagionale, conquista il record di vittorie in una singola stagione nei gironi a 18 squadre di Serie D (che apparteneva in precedenza al Sarom Ravenna, al Montichiari e al Savona con 27 vittorie stagionali). Inoltre, alla fine della stagione si piazza seconda a quota 86 come numero di punti conquistati in una stagione, alle spalle del Montichiari a quota 87.
Al termine della stagione regolare, si classificò prima nel girone di qualificazione con Messina e Torres per l'accesso in semifinale della Poule Scudetto, dove batté il Bra per 4-1. In finale i gialloblù ebbero ragione dei veneti del Delta Porto Tolle per 2-1, laureandosi campioni d'Italia dilettanti per la prima volta nella loro storia.
In Coppa Italia Serie D la squadra isolana viene invece eliminata ai trentaduesimi di finale dalla Casertana, ai tiri di rigore.
Alla fine della stagione, su 40 match ufficiali disputati l'Ischia farà registrare 31 vittorie, 5 pareggi e 4 sconfitte, con 86 reti messe a segno e appena 26 subite.

## Divise e sponsor
Lo sponsor tecnico per la seconda stagione consecutiva è Zeus Sport, così come gli sponsor ufficiali Carpisa e Yamamay che associano il loro marchio alle maglie per la seconda stagione consecutiva.
La divisa principale è costituita da una maglia blu scuro con una banda gialla sul petto, calzoncini blu con inserti gialli ai lati e calzettoni blu. Essa è una rivisitazione di una storica casacca usata dai gialloblù negli anni ottanta. La divisa da trasferta è bianca con una banda verticale gialloblù posta in posizione centrale, calzoncini bianchi e calzettoni bianchi. La terza divisa, invece, riprende lo stile della casacca classica del club: maglia gialla con colletto blu, calzoncini blu con inserti gialli ai bordi e calzettoni a bande orizzontali gialle e blu. In occasione della partita Ischia - Gladiator è stata usata una casacca celebrativa della promozione e dell'evento identica nello stile alla prima maglia ma con una tonalità di blu tendente molto all'azzurro.
| Casa | Trasferta | Terza Divisa |

## Organigramma societario
Dal sito web ufficiale della società.
Area direttiva
- Presidente: Raffaele Carlino
- Presidente onorario: Dino Celentano
- Direttore generale: Flavio Dinacci
- Amministratore: Roberto Maione

Area organizzativa
- Segretario: Vincenzo Mattera
- Team manager: Antonio Buoninconti

Area comunicazione
- Ufficio stampa: Massimo La Porta

Area tecnica
- Direttore sportivo: Nicola Crisano
- Allenatore: Salvatore Campilongo
- Allenatore in seconda: Carlo Tebi
- Preparatore atletico: prof. Nicola Albarella
- Preparatore dei portieri: Franco Cotugno

Area sanitaria
- Medici sociali: dr. Nello Carraturo
- Massofisioterapista: Michele Caso
- Massaggiatore: Gennaro De Novellis

## Rosa
Dal sito web ufficiale della società.
| N. |                   | Ruolo | Calciatore                     |
| -- | ----------------- | ----- | ------------------------------ |
|    | Italia (bandiera) | P     | Pasquale Despucches            |
|    | Italia (bandiera) | P     | Luca Incarnato                 |
|    | Italia (bandiera) | P     | Luigi Mennella (vice capitano) |
|    | Italia (bandiera) | D     | Pietro Cascone                 |
|    | Italia (bandiera) | D     | Mario Finizio                  |
|    | Italia (bandiera) | D     | Filippo Florio                 |
|    | Italia (bandiera) | D     | Giuseppe Mattera (capitano)    |
|    | Italia (bandiera) | D     | Nicola Mora                    |
|    | Italia (bandiera) | D     | Gianfilippo Pulci              |
|    | Italia (bandiera) | D     | Pasquale Rainone               |
|    | Italia (bandiera) | D     | Fabio Tito                     |
|    | Italia (bandiera) | C     | Gerardo Alfano                 |

| N. |                      | Ruolo | Calciatore        |
| -- | -------------------- | ----- | ----------------- |
|    | Italia (bandiera)    | C     | Gennaro Armeno    |
|    | Italia (bandiera)    | C     | Giuseppe Ausiello |
|    | Italia (bandiera)    | C     | Gianmaria Conci   |
|    | Italia (bandiera)    | C     | Luca Magnanelli   |
|    | Italia (bandiera)    | C     | Elio Nigro        |
|    | Italia (bandiera)    | C     | Vincenzo Platone  |
|    | Italia (bandiera)    | C     | Gennaro Russo     |
|    | Italia (bandiera)    | A     | Evangelista Cunzi |
|    | Italia (bandiera)    | A     | Salvatore Galizia |
|    | Italia (bandiera)    | A     | Lorenzo Longo     |
|    | Argentina (bandiera) | A     | Gerardo Masini    |
|    | Italia (bandiera)    | A     | Massimo Perna     |

## Calciomercato

### Sessione estiva
| Acquisti | Acquisti                   | Acquisti         | Acquisti     |
| R.       | Nome                       | da               | Modalità     |
| -------- | -------------------------- | ---------------- | ------------ |
| D        | Giuseppe Mattera           | Aversa Normanna  | definitivo   |
| C        | Michele D'Ambrosio         | Olympia Agnonese | definitivo   |
| P        | Luigi Mennella             | CTL Campania     | definitivo   |
| P        | Filippo Onesti             | Arzachena        | definitivo   |
| C        | Gennaro Armeno             | Monte di Procida | comproprietà |
| D        | Ciro Carezza               | Napoli           | definitivo   |
| D        | Pietro Cascone             | Südtirol         | definitivo   |
| A        | Roberto Chiaria            | Milazzo          | definitivo   |
| C        | Gianmaria Conci            | Südtirol         | prestito     |
| C        | Evangelista Cunzi          | L’Aquila         | svincolato   |
| C        | Richard Salvatore Fiandaca | Modena           | definitivo   |
| A        | Salvatore Galizia          | Paganese         | definitivo   |
| A        | Lorenzo Longo              | Bari             | prestito     |
| C        | Luca Magnanelli            | San Marino       | prestito     |
| A        | Gerardo Masini             | Teramo           | definitivo   |
| D        | Nicola Mora                | Spezia           | definitivo   |
| D        | Elio Nigro                 | Paganese         | definitivo   |
| C        | Fabio Padulano             | Juve Stabia      | definitivo   |
| A        | Massimo Perna              | Treviso          | definitivo   |
| D        | Marco Picascia             | Napoli           | definitivo   |
| C        | Alfredo Romano             | Cosenza          | definitivo   |
| C        | Gennaro Russo              | Napoli           | definitivo   |

| Cessioni | Cessioni                    | Cessioni        | Cessioni   |
| R.       | Nome                        | a               | Modalità   |
| -------- | --------------------------- | --------------- | ---------- |
| P        | Salvatore Bardet            | Procida         | svincolato |
| D        | Pasquale Chiariello         | Nola            | svincolato |
| C        | Ermanno Cordua              | Taranto         | svincolato |
| C        | Lorenzo Costagliola         | Procida         | svincolato |
| P        | Vincenzo De Luca            | Cavese          | svincolato |
| C        | Antonio De Rosa             | Fortis Trani    | svincolato |
| C        | Emanuele Marzocchi          | Fortis Trani    | svincolato |
| D        | Giovanni Giuseppe Di Meglio | Forio           | svincolato |
| A        | Sergio Ercolano             | Cavese          | svincolato |
| A        | Marco Mazzeo                | Gladiator       | svincolato |
| D        | Giovanni Micallo            | Fortis Trani    | svincolato |
| A        | Tommaso Manzo               | Gladiator       | svincolato |
| C        | Angelo Piscopo              | Arzanese        | svincolato |
| A        | Pasquale Savio              | Forio           | svincolato |
| C        | Vincenzo Sabia              | Puteolana       | svincolato |
| A        | Gianluca Saurino            | Barano          | svincolato |
| D        | Gennaro Scarlato            | Città di Marino | svincolato |
| A        | Cosimo Sarli                | Taranto         | svincolato |

### Sessione invernale
| Acquisti | Acquisti            | Acquisti    | Acquisti   |
| R.       | Nome                | da          | Modalità   |
| -------- | ------------------- | ----------- | ---------- |
| C        | Vincenzo Platone    | Casertana   | svincolato |
| C        | Gerardo Alfano      | Cavese      | svincolato |
| D        | Gianfilippo Pulci   | San Nicolò  | svincolato |
| D        | Pasquale Despucches | Pierantonio | svincolato |

| Cessioni | Cessioni                   | Cessioni | Cessioni   |
| R.       | Nome                       | a        | Modalità   |
| -------- | -------------------------- | -------- | ---------- |
| D        | Ciro Carezza               | Ancona   | svincolato |
| A        | Roberto Chiaria            | Messina  | svincolato |
| C        | Michele D'Ambrosio         | Foggia   | svincolato |
| D        | Marco Picascia             | Foggia   | svincolato |
| C        | Richard Salvatore Fiandaca |          | svincolato |
| P        | Filippo Onesti             |          | svincolato |
| C        | Fabio Padulano             | Savoia   | svincolato |
| C        | Alfredo Romano             | Fondi    | svincolato |
| C        | Davide Trofa               | Acireale | svincolato |

## Risultati

### Serie D - Girone H

#### Girone di andata
| Arbitro: | Pasqua (L'Aquila) |

|                                   |           |  |
| Chiaria 69’ Cunzi 87’ (rig.), 94’ | Marcatori |  |

| Arbitro: | Di Stefano (Brindisi) |

|                          |           |             |
| Sorrentino 33’, 78’, 86’ | Marcatori | 83’ Galizia |

| Arbitro: | Patrignani (Roma) |

|                                |           |  |
| Masini 43’, 57’ Longo 45’, 85’ | Marcatori |  |

| Arbitro: | Luciano (Lamezia Terme) |

|  |           |                          |
|  | Marcatori | 33’ D'Ambrosio 40’ Cunzi |

| Arbitro: | Scarpini (Arezzo) |

|            |           |  |
| Rainone 3’ | Marcatori |  |

| Arbitro: | Strippoli (Bari) |

|  |           |           |
|  | Marcatori | 55’ Nigro |

| Arbitro: | Giuliani (Teramo) |

|                                                                                     |           |             |
| Cunzi 7’, 27’ (rig.), 31’ Masini 20’ Longo 59’, 77’ Armeno 67’ Perna 70’ Romano 79’ | Marcatori | 68’ Formuso |

| Arbitro: | Schirru (Nichelino) |

|  |           |                                 |
|  | Marcatori | 8’ Mattera 36’ Masini 89’ Longo |

| Arbitro: | Mancini (Fermo) |

|  |           |             |
|  | Marcatori | 25’ Colella |

| Arbitro: | Perotti (Legnano) |

|  |           |                     |
|  | Marcatori | 27’ Perna 68’ Cunzi |

| Arbitro: | Cantona (Reggio Calabria) |

|           |           |  |
| Perna 24’ | Marcatori |  |

| Arbitro: | D'Annibale (Marsala) |

|  |           |             |
|  | Marcatori | 50’ Mattera |

| Santa Maria Capua Vetere 25 novembre 2012, ore 14:30 CEST 13ª giornata | Gladiator               | 0 – 0 referto | Ischia Isolaverde | Stadio Mario Piccirillo (2000 spett.)\| Arbitro: \| Guarino (Caltanissetta) \| |
| Arbitro:                                                               | Guarino (Caltanissetta) |               |                   |                                                                                |

| Arbitro: | Fabbri (San Giovanni Valdarno) |

|                                            |           |                   |
| Cunzi 6’ (rig.) Nigro 18’ Perna 32’ (rig.) | Marcatori | 46’, 77’ Manzella |

| Arbitro: | Maggioni (Lecco) |

|  |           |                                  |
|  | Marcatori | 22’ (rig.), 65’ Perna 52’ Masini |

| Arbitro: | Ranaldi (Tivoli) |

|                               |           |             |
| Cunzi 19’ Tito 57’ Armeno 90’ | Marcatori | 21’ Famiano |

| Arbitro: | Capraro (Cassino) |

|  |           |            |
|  | Marcatori | 34’ Masini |

#### Girone di ritorno
| Arbitro: | Capone (Palermo) |

|  |           |           |
|  | Marcatori | 25’ Cunzi |

| Arbitro: | Pillitteri (Palermo) |

|                              |           |  |
| Galizia 64’ Perna 73’ (rig.) | Marcatori |  |

| Arbitro: | Proietti (Terni) |

|  |           |                      |
|  | Marcatori | 33’ Cascone 78’ Tito |

| Arbitro: | De Remigis (Teramo) |

|                            |           |  |
| Longo 13’, 64’ Cascone 33’ | Marcatori |  |

| Arbitro: | Diomaiuta (Albano Laziale) |

|  |           |             |
|  | Marcatori | 51’ Galizia |

| Arbitro: | Panarese (Lecce) |

|                                |           |                  |
| Di Gennaro 51’ (aut.) Tito 91’ | Marcatori | 27’ Quacquarelli |

| Grottaglie 23 febbraio 2013, ore 14:30 CEST 7ª giornata | Ars et Labor Grottaglie | 0 – 0 referto | Ischia Isolaverde | Stadio Atlantico D'Amuri (500 spett.)\| Arbitro: \| Bertani (Pisa) \| |
| Arbitro:                                                | Bertani (Pisa)          |               |                   |                                                                       |

| Arbitro: | Pietropaolo (Modena) |

|                              |           |            |
| Longo 56’ Galizia 84’ (rig.) | Marcatori | 22’ Cacace |

| Arbitro: | Mei (Pesaro) |

|                       |           |                |
| Strambelli 68’ (rig.) | Marcatori | 9’, 75’ Masini |

| Arbitro: | Balice (Termoli) |

|                      |           |             |
| Masini 10’ Cunzi 46’ | Marcatori | 92’ Corvino |

| Arbitro: | Montanari (Ancona) |

|                                 |           |                         |
| Moscelli 77’ (rig.), 85’ (rig.) | Marcatori | 5’, 12’ Masini 31’ Tito |

| Arbitro: | Mastrodonato (Molfetta) |

|             |           |  |
| Rainone 94’ | Marcatori |  |

| Arbitro: | Fracassi (Campobasso) |

|                                |           |  |
| Longo 12’ Nigro 30’ Masini 40’ | Marcatori |  |

| Arbitro: | Urselli (Taranto) |

|                          |           |          |
| Sekkoum 16’ Varriale 83’ | Marcatori | 58’ Mora |

| Arbitro: | Camplone (Pescara) |

|                                     |           |  |
| Cunzi 21’ Perna 69’, 90’ Masini 81’ | Marcatori |  |

| Arbitro: | Viotti (Tivoli) |

|                              |           |                        |
| Giglio 14’ Leonetti 47’, 74’ | Marcatori | 51’ Cascone 76’ Masini |

| Arbitro: | Vingo (Pisa) |

|                                                      |           |  |
| Cunzi 12’ Masini 35’ Longo 42’ Perna 60’ Galizia 85’ | Marcatori |  |

### Poule scudetto
| Arbitro: | Cipriani (Empoli) |

|             |           |            |
| Mattera 43’ | Marcatori | 47’ Migoni |

| Arbitro: | Maggioni (Lecco) |

|             |           |             |
| Chiaria 60’ | Marcatori | 45’ Mattera |

| Arbitro: | Mastrodonato (Molfetta) |

|           |           |                                            |
| Baldi 64’ | Marcatori | 15’ Longo 37’ Cunzi 65’ Masini 67’ Mattera |

| Arbitro: | Luciano (Lamezia Terme) |

|                               |           |             |
| Masini 7’ Del Bino 31’ (aut.) | Marcatori | 55’ Garbini |

### Coppa Italia Serie D
| Arbitro: | Boggi (Salerno) |

|                                 |           |             |
| Galizia 31’ (rig.) Ausiello 34’ | Marcatori | 77’ Pellini |

| Arbitro: | Panarese (Lecce) |

|                            |                      |                               |
| Majella 68’, 88’           | Marcatori            | 63’ Trofa 81’ Masini          |
| Scognamiglio Platone Manco | Tiri di rigore 4 – 2 | Chiaria Masini Fiandaca Trofa |

## Statistiche
Statistiche aggiornate al 25 maggio 2013.

### Statistiche di squadra
| Competizione         | Punti | In casa | In casa | In casa | In casa | In casa | In casa | In trasferta | In trasferta | In trasferta | In trasferta | In trasferta | In trasferta | In campo neutro | In campo neutro | In campo neutro | In campo neutro | In campo neutro | In campo neutro | Totale | Totale | Totale | Totale | Totale | Totale | DR  |
| Competizione         | Punti | G       | V       | N       | P       | Gf      | Gs      | G            | V            | N            | P            | Gf           | Gs           | G               | V               | N               | P               | Gf              | Gs              | G      | V      | N      | P      | Gf     | Gs     | DR  |
| -------------------- | ----- | ------- | ------- | ------- | ------- | ------- | ------- | ------------ | ------------ | ------------ | ------------ | ------------ | ------------ | --------------- | --------------- | --------------- | --------------- | --------------- | --------------- | ------ | ------ | ------ | ------ | ------ | ------ | --- |
| Serie D              | 86    | 17      | 16      | 0       | 1       | 48      | 8       | 17           | 12           | 2            | 3            | 26           | 11           | -               | -               | -               | -               | -               | -               | 34     | 28     | 2      | 4      | 74     | 19     | +55 |
| Coppa Italia Serie D | -     | 1       | 1       | 0       | 0       | 2       | 1       | 1            | 0            | 1            | 0            | 2            | 2            | -               | -               | -               | -               | -               | -               | 2      | 1      | 1      | 0      | 4      | 3      | +1  |
| Poule Scudetto       | -     | 1       | 0       | 1       | 0       | 1       | 1       | 1            | 0            | 1            | 0            | 1            | 1            | 2               | 2               | 0               | 0               | 6               | 2               | 4      | 2      | 2      | 0      | 8      | 4      | +4  |
| Totale               | -     | 19      | 17      | 1       | 1       | 51      | 10      | 19           | 12           | 4            | 3            | 29           | 14           | 2               | 2               | 0               | 0               | 6               | 2               | 40     | 31     | 5      | 4      | 86     | 26     | +60 |

### Andamento in campionato
| Giornata  | 1 | 2 | 3 | 4 | 5 | 6 | 7 | 8 | 9 | 10 | 11 | 12 | 13 | 14 | 15 | 16 | 17 | 18 | 19 | 20 | 21 | 22 | 23 | 24 | 25 | 26 | 27 | 28 | 29 | 30 | 31 | 32 | 33 | 34 |
| --------- | - | - | - | - | - | - | - | - | - | -- | -- | -- | -- | -- | -- | -- | -- | -- | -- | -- | -- | -- | -- | -- | -- | -- | -- | -- | -- | -- | -- | -- | -- | -- |
| Luogo     | C | T | C | T | C | T | C | T | C | T  | C  | T  | T  | C  | T  | C  | T  | T  | C  | T  | C  | T  | C  | T  | C  | T  | C  | T  | C  | C  | T  | C  | T  | C  |
| Risultato | V | P | V | V | V | V | V | V | P | V  | V  | V  | N  | V  | V  | V  | V  | V  | V  | V  | V  | V  | V  | N  | V  | V  | V  | V  | V  | V  | P  | V  | P  | V  |
| Posizione | 1 | 3 | 3 | 2 | 2 | 1 | 1 | 1 | 1 | 1  | 1  | 1  | 1  | 1  | 1  | 1  | 1  | 1  | 1  | 1  | 1  | 1  | 1  | 1  | 1  | 1  | 1  | 1  | 1  | 1  | 1  | 1  | 1  | 1  |

Fonte:  La Serie D – Statistiche, su laseried.com, La Serie D.
Legenda:

Luogo: C = Casa; T = Trasferta. Risultato: V = Vittoria; N = Pareggio; P = Sconfitta.

### Statistiche dei giocatori
| Giocatore      | Serie D  | Serie D | Serie D     | Serie D    | Coppa Italia Serie D | Coppa Italia Serie D | Coppa Italia Serie D | Coppa Italia Serie D | Poule Scudetto | Poule Scudetto | Poule Scudetto | Poule Scudetto | Totale   | Totale | Totale      | Totale     |
| Giocatore      | Presenze | Reti    | Ammonizioni | Espulsioni | Presenze             | Reti                 | Ammonizioni          | Espulsioni           | Presenze       | Reti           | Ammonizioni    | Espulsioni     | Presenze | Reti   | Ammonizioni | Espulsioni |
| -------------- | -------- | ------- | ----------- | ---------- | -------------------- | -------------------- | -------------------- | -------------------- | -------------- | -------------- | -------------- | -------------- | -------- | ------ | ----------- | ---------- |
| G. Alfano      | 15       | -       | 2           | -          | -                    | -                    | -                    | -                    | 2              | -              | 1              | -              | 17       | -      | 3           | -          |
| G. Armeno      | 26       | 2       | 4           | 1          | 1                    | -                    | -                    | -                    | 4              | -              | -              | -              | 31       | 2      | 4           | 1          |
| G. Ausiello    | 18       | -       | 2           | -          | 2                    | 1                    | -                    | -                    | 4              | -              | -              | -              | 24       | 1      | 2           | -          |
| C. Carezza     | 1        | -       | -           | 1          | 1                    | -                    | -                    | -                    | -              | -              | -              | -              | 2        | -      | -           | 1          |
| P. Cascone     | 14       | 3       | -           | -          | 1                    | -                    | -                    | -                    | 2              | -              | -              | -              | 17       | 3      | -           | -          |
| R. Chiaria     | 7        | 1       | 1           | -          | 1                    | -                    | 1                    | -                    | -              | -              | -              | -              | 8        | 1      | 2           | -          |
| G. Conci       | 16       | -       | 2           | -          | 1                    | -                    | 1                    | -                    | 1              | -              | -              | -              | 18       | -      | 3           | -          |
| V. Crisano     | 1        | -       | -           | -          | -                    | -                    | -                    | -                    | -              | -              | -              | -              | 1        | -      | -           | -          |
| E. Cunzi       | 29       | 13      | 7           | -          | 1                    | -                    | 1                    | -                    | 3              | 1              | 1              | -              | 33       | 14     | 9           | -          |
| M. D'Ambrosio  | 12       | 1       | 5           | -          | 1                    | -                    | -                    | -                    | -              | -              | -              | -              | 13       | 1      | 5           | -          |
| P. Despucches  | 1        | -3      | -           | -          | -                    | -                    | -                    | -                    | -              | -              | -              | -              | 1        | -3     | -           | -          |
| R. S. Fiandaca | 1        | -       | -           | -          | 1                    | -                    | -                    | -                    | -              | -              | -              | -              | 2        | -      | -           | -          |
| M. Finizio     | 30       | -       | 5           | -          | 1                    | -                    | -                    | -                    | 4              | -              | -              | -              | 35       | -      | 5           | -          |
| F. Florio      | 3        | -       | -           | -          | 1                    | -                    | -                    | -                    | -              | -              | -              | -              | 4        | -      | -           | -          |
| S. Galizia     | 22       | 5       | 4           | -          | 1                    | 1                    | 1                    | -                    | 4              | -              | 1              | -              | 27       | 6      | 6           | -          |
| L. Incarnato   | 3        | -2      | -           | -          | 1                    | -2                   | -                    | -                    | -              | -              | -              | -              | 4        | -4     | -           | -          |
| L. Longo       | 27       | 10      | -           | -          | 1                    | -                    | -                    | -                    | 4              | 1              | -              | -              | 32       | 11     | -           | -          |
| L. Magnanelli  | 10       | -       | -           | -          | 1                    | -                    | -                    | -                    | 1              | -              | -              | -              | 12       | -      | -           | -          |
| G. Masini      | 31       | 15      | 4           | -          | 2                    | 1                    | -                    | -                    | 4              | 2              | 1              | -              | 37       | 18     | 5           | -          |
| G. Mattera     | 29       | 2       | 5           | 1          | 1                    | -                    | -                    | -                    | 4              | 3              | -              | -              | 34       | 5      | 5           | 1          |
| L. Mennella    | 28       | -11     | 5           | -          | -                    | -                    | -                    | -                    | 4              | -4             | -              | -              | 32       | -15    | 5           | -          |
| N. Mora        | 9        | 1       | -           | -          | -                    | -                    | -                    | -                    | -              | -              | -              | -              | 9        | 1      | -           | -          |
| E. Nigro       | 29       | 3       | 6           | 1          | 1                    | -                    | -                    | -                    | 3              | -              | -              | -              | 33       | 3      | 6           | 1          |
| F. Onesti      | 2        | -3      | -           | -          | 1                    | -1                   | -                    | -                    | -              | -              | -              | -              | 3        | -4     | -           | -          |
| F. Padulano    | -        | -       | -           | -          | 1                    | -                    | -                    | -                    | -              | -              | -              | -              | 1        | -      | -           | -          |
| M. Perna       | 23       | 10      | 4           | -          | -                    | -                    | -                    | -                    | 1              | -              | -              | -              | 24       | 10     | 4           | -          |
| M. Picascia    | 4        | -       | -           | -          | 1                    | -                    | 1                    | -                    | -              | -              | -              | -              | 5        | -      | 1           | -          |
| V. Platone     | 9        | -       | 1           | -          | -                    | -                    | -                    | -                    | 4              | -              | -              | -              | 13       | -      | 1           | -          |
| G. Pulci       | 5        | -       | -           | -          | -                    | -                    | -                    | -                    | -              | -              | -              | -              | 5        | -      | -           | -          |
| P. Rainone     | 20       | 2       | 7           | -          | 1                    | -                    | -                    | -                    | 3              | -              | 1              | -              | 24       | 2      | 8           | -          |
| A. Romano      | 8        | 1       | 1           | -          | 2                    | -                    | 1                    | -                    | -              | -              | -              | -              | 10       | 1      | 2           | -          |
| G. Russo       | 6        | -       | -           | -          | -                    | -                    | -                    | -                    | -              | -              | -              | -              | 6        | -      | -           | -          |
| F. Tito        | 31       | 4       | 4           | -          | 1                    | -                    | -                    | -                    | 4              | -              | -              | -              | 36       | 4      | 4           | -          |
| D. Trofa       | 2        | -       | -           | -          | 2                    | 1                    | 1                    | -                    | -              | -              | -              | -              | 4        | 1      | 1           | -          |